# Pyrota horacioi
Pyrota horacioi is een keversoort uit de familie van oliekevers (Meloidae). De wetenschappelijke naam van de soort is voor het eerst geldig gepubliceerd in 1984 door Martinez & Selander.